# Tractat de Karlowitz

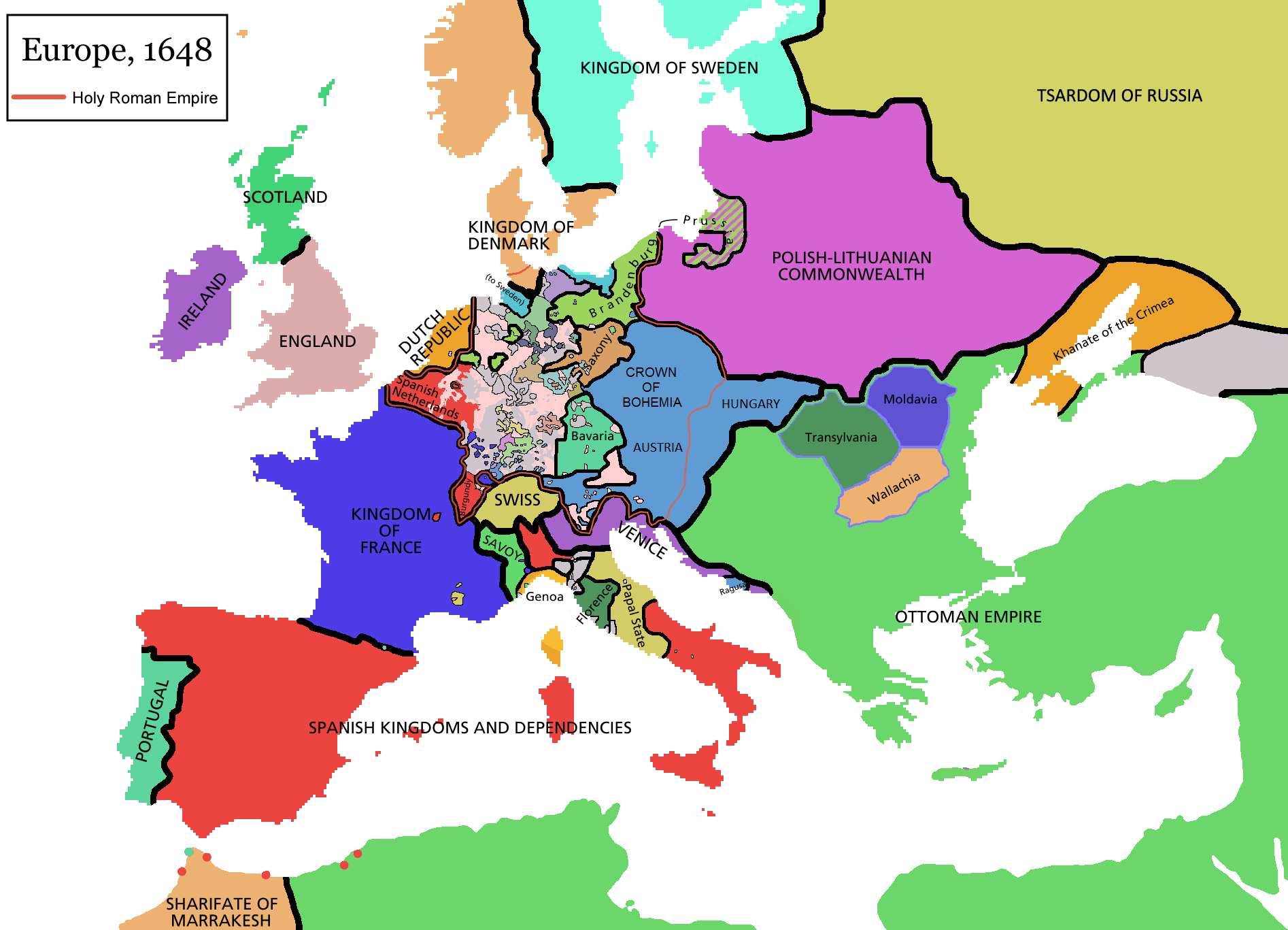
Europa el 1648 abans del tractat

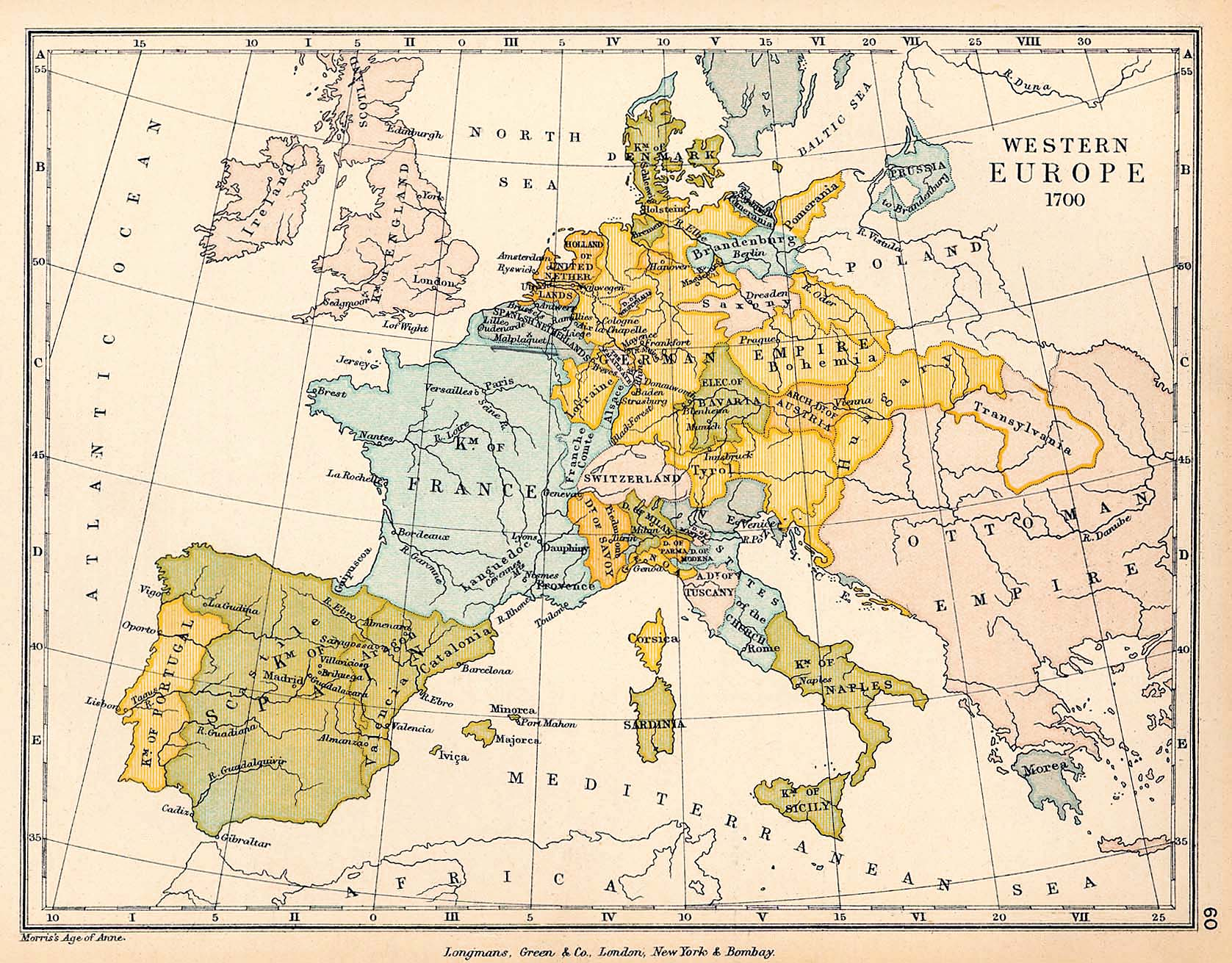
Europa el 1700 després del tractat

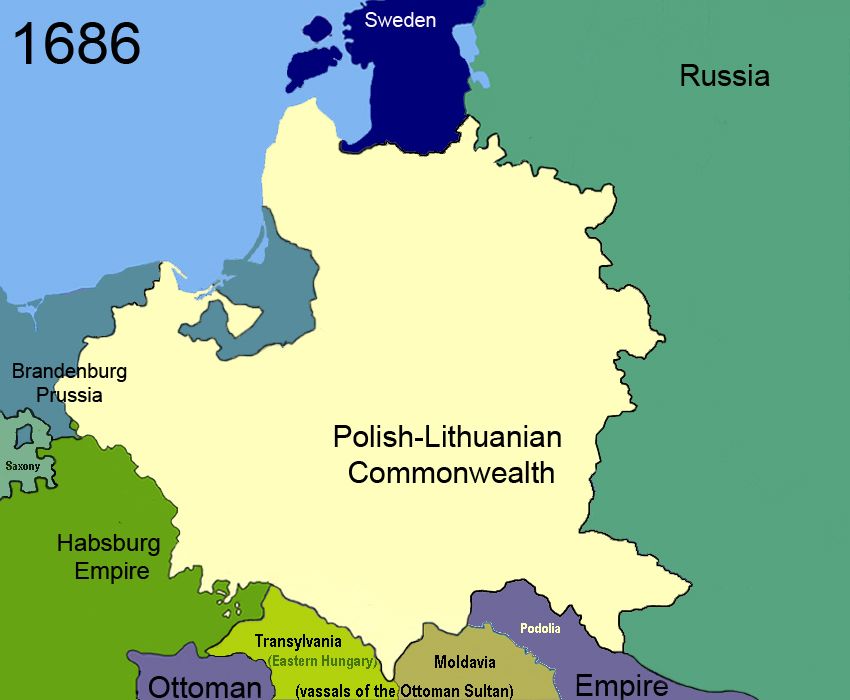
Polònia abans del tractat

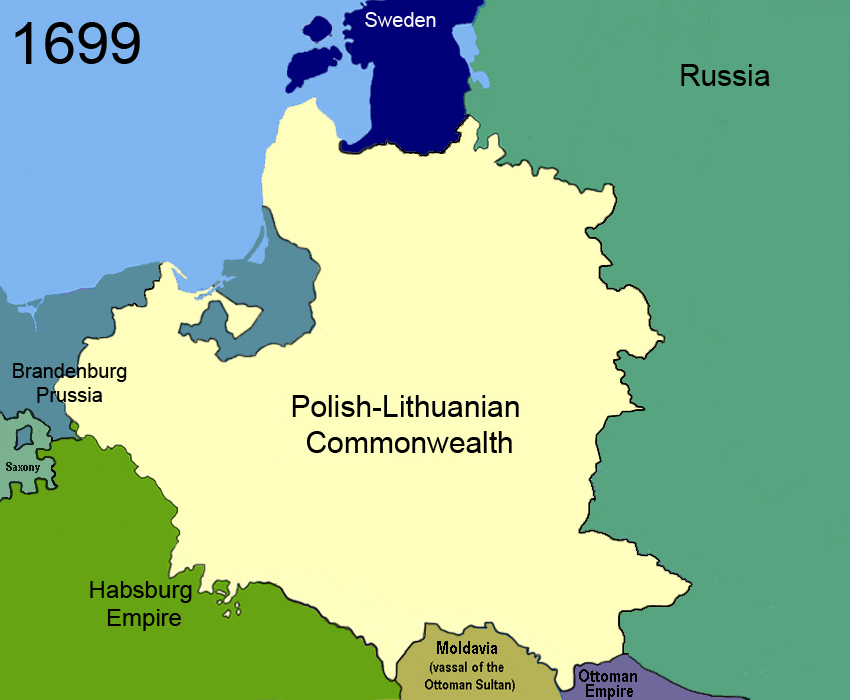
Polònia després del tractat

El Tractat de Karlowitz  o Karlovci fou un acord de pau signat el 26 de gener de 1699 a la ciutat de Sremski Karlovci (serbi: Сремски Карловци, croat: Srijemski Karlovci, alemany: Karlowitz o Carlowitz, turc: Karlofça, hongarès: Karlóca), a l'actual Sèrbia (província de Voivodina) que va posar fi a la Gran Guerra Turca o Guerra Austrootomana de 1683-1697 en la qual els otomans van ser finalment derrotats.
A finals d'octubre de 1698 es va iniciar a la ciutat l'anomenat Congrés de Karlowitz per posar fi a la guerra entre l'Imperi Otomà i les potències de la Sagrada Lliga (els Habsburg, Polònia, Venècia, i Rússia); els principals negociadors foren Rami Mehmed Efendi i Alexandre Mavrocordato pels otomans i el canceller Kinky i Paget pels Habsburg. Fou la primera vegada que es va fer servir una taula rodona en la política internacional. Els acords van formar el tractat que es va signar el 26 de gener de 1699. El Principat de Transsilvània va passar a Àustria però els turcs van conservar el punt estratègic de Temesvár, el rerepaís de Belgrad i posicions a Croàcia i Eslavònia; a Polònia li va haver d'abandonar Podòlia i la fortalesa de Kamaniče que no s'havia rendit i Polònia va renunciar a les seves reclamacions a Moldàvia; entre Turquia i Rússia no es va produir cap acord però el 1701 es va signar a Istanbul una treva de dos anys; Venècia va adquirir la Morea otomana i va conservar Dalmàcia.
El tractat va suposar el principi de la decadència otomana i va fer emergir als Habsburg com a potència dominant a l'Europa central. A les negociacions es va utilitzar per primer cop una taula rodona; una tenda amb quatre portes permetia entrar als negociadors cap dels quals volia donar preferència als altres. Actualment hi ha una capella rodona al mateix lloc.